# KG „Die Isenburger“
„Die Isenburger“ Köln-Holweide 1974 e. V. ist eine Karnevalsgesellschaft aus dem Kölner Stadtteil Holweide.  Die Gesellschaft ist Mitglied im Festkomitee Kölner Karneval und im Bund Deutscher Karneval.

## Geschichte
In den 1950er Jahren mussten die meisten Holweider Festsäle zum Teil wegen baupolizeilicher Mängel für Veranstaltungen in der Größenordnung einer Karnevalssitzung geschlossen werden, weshalb sich die beiden bestehenden Karnevalsvereine auflösten. Am 11. September 1974 trafen sich ca. 30 Holweider Bürger im Hotel zur Post und berieten die Entwürfe zur Gründung eines Karnevalsvereins. Man wurde sich schnell einig, und 17 Mitglieder gründeten die Gesellschaft unter dem Namen „Karnevalsgesellschaft Köln-Holweide 1974 e. V.“ mit den Farben grün und gelb. Als erster Präsident wurde Erich König und als erster 1. Vorsitzender Albert Dresen gewählt.
Schon bei der ersten Jahreshauptversammlung am 11. Juni 1975 war die Mitgliederzahl auf 39 gewachsen, und die Zahl stieg weiter, so dass der Saal des Hotels zur Post zu klein wurde. Die katholische Kirchengemeinde St. Anno unter Pfarrer Joseph Weber stellte in der Piccoloministraße den Annosaal zur Verfügung, der der Gemeinde bisher als Notkirche gedient hatte. Dort, im sogenannten „Holweider Gürzenich“, hatte die Gesellschaft bis zum Abriss des Gebäudes wegen Umbau in ein Altenheim im Jahre 2007 ihren Sitz. Danach gab es wechselweise Veranstaltungen im Zelt, in der Schützenhalle der St. Sebastianus Schützenbruderschaft Köln-Holweide 1926 e. V., im Brügelmann-Saal in Köln-Deutz und zuletzt im Dorint an der Messe Köln.
Am 27. April 1976 wurde von Peter Zierden, der auch die Präsidentschaft übernahm, der Senat gegründet. In der Jahreshauptversammlung 1977 gab sich die Gesellschaft den heutigen Namen „Die Isenburger“, angelehnt an die Holweider Wasserburg „Isenburg“. Dieses Wahrzeichen von Holweide bildet zusammen mit Teilen aus dem Holweider und dem Kölner Wappen das Emblem der Gesellschaft. Musikalisches Erkennungszeichen ist das „Isenburger-Lied“.

## Aktivitäten
Jährlich werden im November zur Eröffnung der Karnevalssession der neue Orden der Session und das neue Festheft vorgestellt. Ferner wird seit 2002 ein verdienter Holweider Bürger von den „Kölschen Rittern der Tafelrunde“ zum „Ehrenritter der Isenburg“ geschlagen. Im Dezember folgt eine interne Weihnachtsfeier und im neuen Jahr Kostüm- und Herrensitzung sowie ein Kinderkostümfest. Eine Woche vor dem Karnevalssonntag feiert die Gesellschaft zusammen mit den Holweider Vereinen einen Gottesdienst auf Kölsch und lädt im Anschluss zu einem karnevalistischen Frühschoppen vor der Kirche ein. Ein Höhepunkt ist jährlich der Veedelszoch in Holweide, an dem „Die Isenburger“ zusammen mit vielen anderen Gruppen teilnehmen.

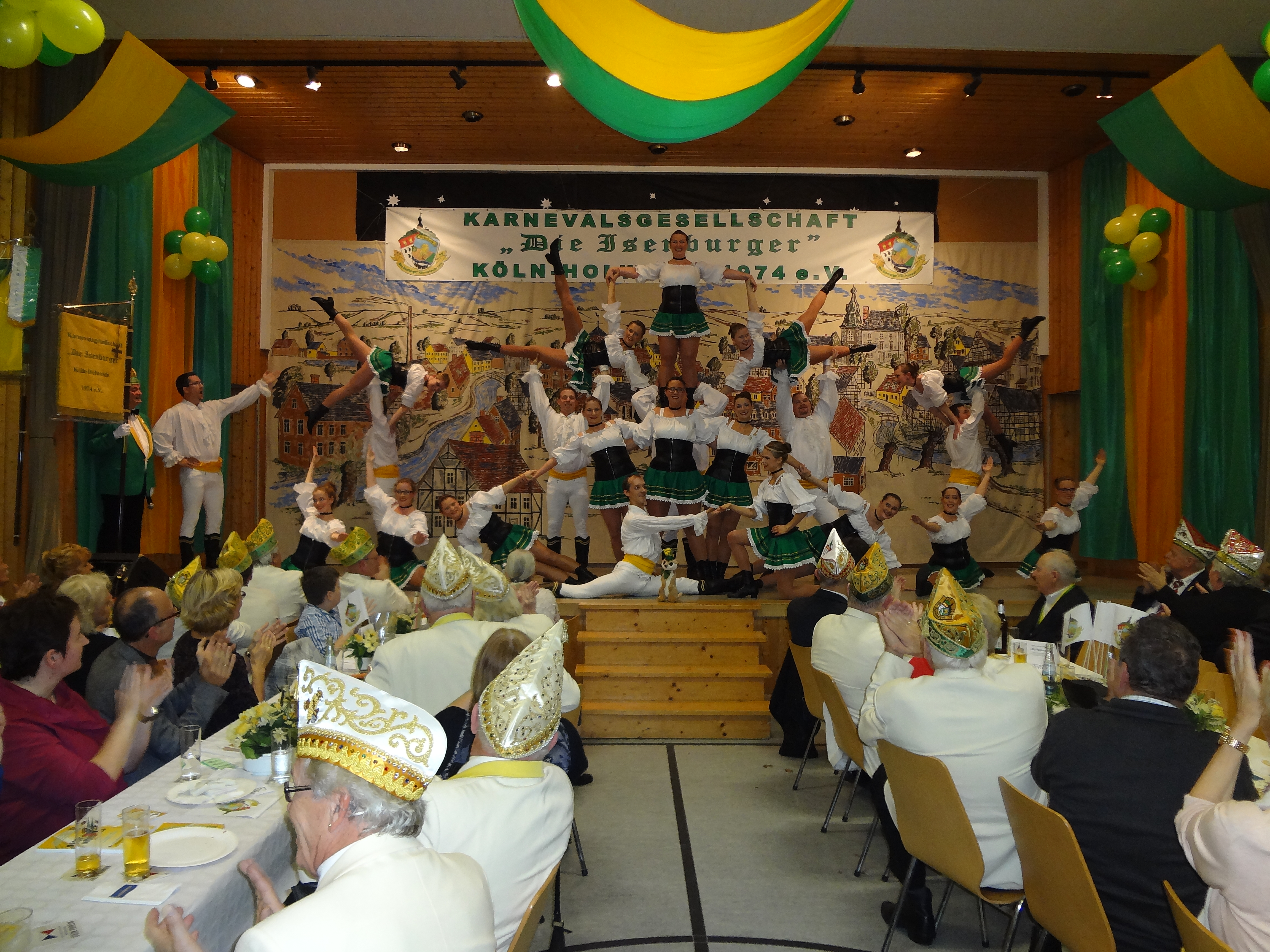
Tanzgruppe beim Auftritt

## Gruppierungen
„Die Isenburger“ setzen sich zusammen aus Gesellschaft und Senat, letzterer unter dem heutigen Präsidenten Karl Kummer. Außerdem hatte die Gesellschaft über viele Jahre eine Kindertanzgruppe („Isenburger Sprüütcher“) sowie die Tanzgruppe „Appelkööncher“. Heute treten  die „Isenburger Mädcher und Junge“ auf Karnevalsveranstaltungen in Köln und Umgebung auf. 